# Swjatoi Pawel (Schiff, 1784)
Die Swjatoi Pawel (russisch Святой Павел, Heiliger Paul) war ein 66-Kanonen-Linienschiff (Zweidecker) der Slawa-Jekateriny-Klasse der Schwarzmeerflotte der Kaiserlich Russischen Marine.

## Geschichte
Dieses Schiff gehörte zu den ersten Schiffen der Neugründung der Schwarzmeerflotte. Fjodor Fjodorowitsch Uschakow organisierte die Gründung der Werft und auf dem zweiten dort erbauten Schiff übernahm er das Kommando. Das Schiff nahm an den Schlachten bei Fidonisi 1788, Kertsch, Tendra 1790 und Kaliakra 1791 teil. Allerdings nur in der ersten Schlacht war Uschakow als Kommandant der Flotte an Bord dieses Schiffes.
Das Schiff vertritt den Standardtyp russischer Linienschiffe des 18. Jahrhunderts. Der Grundplan entstand noch unter der Federführung von Zar Peter I.